# Eduard Lucas
Karl Friedrich Eduard Lucas (Erfurt, 1816. július 19. – 1882. július 24.) német pomológus.

## Élete és munkássága
1831-től fogva a Dessau melletti Luisiumban kertészetet tanult, Greifswald, Erfurt és Münchenben segédeskedett, 1840-ben Regensburgban a botanikus kert vezetését vette át és 1843-ban a hohenheimi gazdasági akadémia kertészeti előadója lett. 1860-ban Reutlingenben (Württemberg) az első németországi pomológiai intézetet alapította, mely ezret jóval meghaladó növendéket képezett ki és mely Friedrich nevű fia vezetése mellett később is fennállt. 1860-tól 1877-ig mint a németországi pomológiai egyesület ügyvezetője működött.
Oberdickkal szövetkezve, 8 vastag kötetben az Illustrirtes Handbuch der Obstkunde című, több mint 2000 gyümölcs leírását tartalmazó művet adta ki (1858-75, Stuttgart-Ravensburg); Oberdickkal 1855-tól fogva Illustrirte Monatshefte für Obst- und Weinbau ennek haláláig, 1879-ig és 1865-től fogva a Pomologische Monatshefte című nagy elterjedésnek örvendő szaklapot adta ki. Szerkesztése alatt megjelent továbbá Taschenbuch für Pomologen und Gartenfreunde. Die Lehre vom Obstbau című művét A gyümölcstenyésztés tana címmel Villási Pál magyarra dolgozta át (Budapest, 1879); Lukácsy Sándor továbbá Gyümölcsfaiskolák című művét dolgozta Lucas után (uo. 1859).

## Főbb művei
- Die Lehre vom Obstbau Auf Einfache Gesetze Zuruckgefuhrt (Friedrich Casimir Medicusszal együttesen írva, Stuttgart, 1886, 7-ik kiadás)
- Kurze Anleitung zur Obstkultur (uo. 1891, 9-ik kiadás)
- Auswahl werthvoller Obstsorten (Ravensburg, 1871, 4 kötet)
- Die Lehre vom Baumschnitt (Stuttgart, 1881, 5-ik kiadás)
- Einleitung in das Studium der Pomologie (uo. 1877)
- Vollständiges Handbuch der Obstkultur (uo. 1881, 2-ik kiadás 1886)
- Aus meinem Leben (uo. 1882)